# Veten (Schirmacher-Oase)
Der Veten (norwegisch für Steinbake) ist ein kleiner Felsvorsprung in der Schirmacher-Oase des ostantarktischen Königin-Maud-Lands. Er ragt an der Nordwestflanke der Veteheia auf.
Wissenschaftler des Norwegischen Polarinstituts benannten ihn.